# プラチナチケット
『プラチナチケット』 (Platinum Ticket) は、2003年4月13日から同年9月21日までテレビ東京系で放送されていたバラエティ番組である。

## 番組概要
それまで日曜夜10時台に放送していた『日経スペシャル ガイアの夜明け』が火曜夜10時に移行し、日曜夜7時に『田舎に泊まろう!』が開始したのに伴い、それまでモーニング娘。などを輩出したオーディション番組『ASAYAN』を放送していた日曜夜9時の電通枠がスライドした形で始まった。
開始当初は放送作家のおちまさとによるプロデュースのもと、アントニオ猪木やボブ・サップといった格闘家が出演するコーナーや、メインスポンサーのエイベックスのオーディションに合格した5名の少女がユニット「SweetS」を結成し、残り2名のメンバーやデビュー曲の作詞家・作曲家などを自力で獲得していくドキュメント企画をメインにしていたが、SweetSは上記の課題が無かったことにされてそのまま5名でデビューしたことと、追い打ちにサップの骨折による長期離脱や企画の失敗に伴ってエイベックスが提供クレジットを自粛、スポンサーはエイベックスとP&Gを含めて少数、視聴率が低迷した結果、おちまさとは開始から3ヶ月でプロデュースから降板した。
後期はマッコイ斉藤によるプロデュースとなり、お笑いコンビのよゐことグラビアアイドルのMEGUMIをメインとしてスタジオ収録を中心とした内容に変更された。アントニオ猪木が引き続き出演し、コーナーは若者の言い分を聞いてビンタで躾ける軟派なものになるなどのテコ入れが行なわれたが、『ハマラジャ』以降のセールス不足に加えて、それでも視聴率が改善されず、半年で終了した。
終了後は『浅草橋ヤング洋品店』以降11年半にわたって続いた若者路線を脱し、大人向け教養バラエティへの路線変更を経て『ソロモン流』に至っている。
また、1996年4月「ASAYAN」の途中から筆頭スポンサーしていたエイベックスは撤退した。

## おもな出演者
- アントニオ猪木
- ボブ・サップ
- よゐこ
- MEGUMI
- 百瀬博教
- おぎやはぎ（リポーター役）
- 林 克治（カリカ・リポーター役）

## 主なスタッフ
- 企画構成：おちまさと（中期まで）
- プロデューサー：浦輝久（イースト）
- 総合演出：マッコイ斉藤（中期以降）
- ディレクター：佐久間大介（イースト）
- 技術協力：ニユーテレス、FLT、パッチワーク（中期以降）
- 美術協力：アックス
- 制作協力：笑軍様（中期以降）
- 製作：テレビ東京、イースト

| テレビ東京系 日曜22：00枠                            | テレビ東京系 日曜22：00枠 | テレビ東京系 日曜22：00枠 |
| 前番組                                               | 番組名                    | 次番組                    |
| ---------------------------------------------------- | ------------------------- | ------------------------- |
| 日経スペシャル ガイアの夜明け 【火曜22：00枠に移動】 | プラチナチケット          | 極上の休日                |